# Alytana bifurcalis
Alytana bifurcalis is een vlinder uit de familie van de grasmotten (Crambidae). De wetenschappelijke naam van deze soort is voor het eerst gepubliceerd in 2019 door Michael Seizmair.
Deze soort komt voor in Oman.